# Accrington Stanley Football Club
Accrington Stanley é uma equipa inglesa de futebol de Accrington, Lancashire. O clube foi fundado em 1968 no noroeste da Inglaterra, apesar de ser a lógica continuação do clube homónimo, já extinto, fundado em 1891, que fundou a Football League. Atualmente disputa a Football League One (Terceira Divisão Inglesa).

## História
O clube anterior de mesmo nome jogou na The Football League de 1921 até 1962, quando eles se tornaram o segundo clube na história a renunciar de jogar na Football League no meio da temporada.
A cidade só teve novamente um clube na Liga Inglesa depois de 44 anos, quando eles foram promovidos como os campeões da Nationwide Conference em 15 de abril de 2006. Um dos clubes que caíram da League Two foi o Oxford United, o clube que foi colocado no lugar do Stanley como membro da Football League em 1962. Não pode ser confundido com o Accrington F.C., que foi um dos doze membros fundadores da Football League. Em 2018 o clube conquistou seu primeiro título nacional: a Football League Two (Quarta Divisão Inglesa).